# Exeliopsis tholera
Exeliopsis tholera là một loài bướm đêm trong họ Geometridae.